# Бял ловец – черно сърце
„Бял ловец – черно сърце“ (на английски: White Hunter Black Hunter) е американска приключенска драма от 1990 г., продуциран и режисиран от Клинт Истууд, който също е изпълнител на главната роля, базиран е на едноименния роман през 1953 г., написан от Питър Виертел. Това е последният филм, в който Джеймс Бриджис пише сценария за филма преди смъртта си през 1993 г.

## Актьорски състав
| Актьор            | Роля                              |
| ----------------- | --------------------------------- |
| Клинт Истууд      | Джон Уилсън                       |
| Джеф Фейхи        | Пийт Верил                        |
| Алън Армстронг    | Ралф Локхарт                      |
| Джордж Дзундза    | Пол Ландърс                       |
| Шарлот Корнуел    | Мис Уилдинг, секретарка на Уилсън |
| Норман Лъмсден    | Бътлър Джордж                     |
| Мариса Беренсън   | Кей Гибсън                        |
| Ричард Вандстоун  | Фил Дънкан                        |
| Катрин Нийлсън    | Ирен Сондърс                      |
| Едуард Тюдър-Поул | Рейсар, британски партньор        |
| Роди Мод-Роксби   | Томпсън, британски партньор       |
| Ричард Уоруик     | Базил Фийлдс, британски партньор  |
| Тимъти Спол       | Ходкинс, пилот                    |